# Cameron Archer
Cameron Archer, né le 9 décembre 2001 à Walsall, est un footballeur anglais qui évolue au poste d'attaquant au Southampton FC.

## Biographie

### Carrière en club

#### Formation à Aston Villa
Né à Walsall, Cameron Archer commence à jouer dans le club de sa villa natale, avant de rejoindre le centre de formation d'Aston Villa à l'âge de huit ans, où il est rapidement surclassé dans les équipes de jeunes,,,.

#### Débuts et premier prêt à Solihull
Ayant intégré l'équipe des moins de 23 ans dès la saison 2018-19, Archer fait ses débuts professionnels avec Aston Villa le 27 août 2019, remplaçant Keinan Davis lors d'une victoire 1-6 contre le Crewe Alexandra FC en EFL Cup.
Prêté au Solihull Moors en octobre 2020 pour la mi-saison, Archer fait ses débuts en National League le 3 octobre 2020, entrant en jeu lors d'une défaite 2-1 à l'extérieur contre Woking. Il ouvre son compteur de buts en senior le 10 octobre 2020, marquant un doublé lors d'une victoire 5-0 contre le King's Lynn Town FC (en). Fort de ses première partie d'exercice réussie, son prêt est prolongé le 4 janvier 2021 jusqu'à la fin de saison.

#### Premier retour à Aston Villa
De retour avec les Villan, Archer marque ses premiers buts avec le club de Birmingham, étant l'auteur d'un triplé remarqué le 24 août 2021, alors qu'il est titularisé par Dean Smith pour la victoire 6-0 des siens contre Barrow en EFL Cup,,. Il est également buteur quelque semaines plus tard contre Chelsea dans la même compétition, arrachant un match nul 1-1 par son égalisation, qui aboutira néanmoins à une élimination aux tirs au but.
Archer fait ses débuts en Premier League le 22 septembre 2021, remplaçant Jacob Ramsey à la 86e minute d'une victoire 1-0 contre Manchester United à Old Trafford. Mais malgré quelques autres apparitions en championnat d'Angleterre, le jeune attaquant est en manque de temps de jeu alors que Smith a été remplacé par Steven Gerrard, dans un club en difficulté sur le plan sportif, au dela de cette victoire de prestige contre le Manchester de Cristiano Ronaldo. Bien que Gerrard voie en la jeune promesse un élément de l'équipe première, il est évoqué en prêt chez d'autres clubs anglais.

#### Deuxième prêt, à Preston
Le 24 janvier 2022, Archer rejoint en effet Preston North End en prêt jusqu'à la fin de la saison, faisant ses débuts avec le club seulement deux jours plus tard, étant même buteur contre West Bromwich Albion, lors d'une victoire 2-0 à l'extérieur en championship.
Buteur à sept reprise en cette demi-saison à Preston, notamment lors d'une importante victoire 1-0 en Derby du Lancashire contre Blackpool, il fait son retour à Villa fin mai, évoqué cette fois dans les plans de Steven Gerrard pour s'intégrer dans la rotation au poste de numéro 9 de l'équipe première,,.

#### Après
Le 6 janvier 2023, il est prêté à Middlesbrough.

#### Transfert à Sheffield United FC
Il signe à Sheffield United FC en 2023 pour 21M€ avec un contrat de 4 ans.

#### Un nouveau retour à Aston Villa
Après une saison à Sheffield United FC en Premier League qui termine relégué, le joueur signe son retour dans son club formateur, Aston Villa.

### Carrière en sélection
Sélectionnable en équipe de Jamaïque, du fait de ses origines maternelles, c'est avec l'équipe d'Angleterre des moins de 20 ans que Archer fait ses débuts le 11 novembre 2021, lors d'une défaite 2-0 contre le Portugal,.
Appelé pour la première fois en équipe d'Angleterre espoirs en mai 2022,, Archer fait ses débuts avec la sélection le 3 juin 2022 remplaçant Folarin Balogun à la 68e minute lors d'une victoire 2-1 contre la République tchèque en qualification à l'Euro espoirs 2023.

## Statistiques
| Saison                | Club                     | Championnat           | Championnat | Championnat | Coupe nationale | Coupe nationale | Coupe de la Ligue | Coupe de la Ligue | Play-offs | Play-offs | Total | Total |
| Saison                | Club                     | Division              | M.          | B.          | M.              | B.              | M.                | B.                | M.        | B.        | M.    | B.    |
| 2019-2020             | Aston Villa              | Premier League        | -           | -           | -               | -               | 1                 | 0                 | -         | -         | 1     | 0     |
| 2021-2022             | Aston Villa              | Premier League        | 3           | 0           | -               | -               | 2                 | 4                 | -         | -         | 5     | 4     |
| 2022-2023             | Aston Villa              | Premier League        | 6           | 0           | -               | -               | 1                 | 0                 | -         | -         | 7     | 0     |
| 2023-2024             | Aston Villa              | Premier League        | 1           | 0           | -               | -               | -                 | -                 | -         | -         | 1     | 0     |
| Sous-total            | Sous-total               | Sous-total            | 10          | 0           | -               | -               | 4                 | 4                 | -         | -         | 14    | 4     |
| 2020-2021             | Solihull Moors (prêt)    | National League       | 26          | 4           | 3               | 2               | -                 | -                 | -         | -         | 29    | 6     |
| 2021-2022             | Preston North End (prêt) | Championship          | 20          | 7           | -               | -               | -                 | -                 | -         | -         | 20    | 7     |
| 2022-2023             | Middlesbrough FC (prêt)  | Championship          | 20          | 11          | 1               | 0               | -                 | -                 | 2         | 0         | 23    | 11    |
| Sous-total            | Sous-total               | Sous-total            | 66          | 22          | 4               | 2               | -                 | -                 | 2         | 0         | 72    | 24    |
| 2023-2024             | Sheffield United         | Premier League        | 29          | 4           | 2               | 0               | 1                 | 0                 | -         | -         | 32    | 4     |
| Sous-total            | Sous-total               | Sous-total            | 29          | 4           | 2               | 0               | 1                 | 0                 | -         | -         | 32    | 4     |
| 2024-2025             | Southampton FC           | Premier League        | 24          | 2           | 2               | 0               | 3                 | 3                 | -         | -         | 29    | 5     |
| Sous-total            | Sous-total               | Sous-total            | 24          | 2           | 2               | 0               | 3                 | 3                 | -         | -         | 29    | 5     |
| Total sur la carrière | Total sur la carrière    | Total sur la carrière | 129         | 28          | 8               | 2               | 8                 | 7                 | 2         | 0         | 147   | 37    |

## Palmarès

### En sélection
- Angleterre espoirs
  - Vainqueur du Championnat d'Europe en 2023.